# Choi Mi-sun
Choi Mi-sun (kor. 최미선; * 1. Juli 1996 in Gwangju) ist eine südkoreanische Bogenschützin und Olympiasiegerin.

## Karriere
Choi Mi-sun gewann bei den Weltmeisterschaften 2015 in Kopenhagen sowohl im Einzel als auch mit der Mannschaft die Bronzemedaille.
Bei den Olympischen Sommerspielen 2016 in Rio de Janeiro wurde Choi Mi-sun Olympiasiegerin, als sie mit der Mannschaft die Goldmedaille gewann. Im Einzel schied sie als topgesetzte Schützin im Viertelfinale gegen Alejandra Valencia aus.
2017 wurde Choi Mi-sun mit ihrer Mannschaft Weltmeisterin. Bei den Weltmeisterschaften 2019 holte sie Bronze im Einzel und Silber mit der Mannschaft.